# Josep Lluís Trapero
Pour les articles homonymes, voir Álvarez.
Josep Lluís Trapero Álvarez, né le 12 décembre 1965 à Badalone, est un officier de police espagnol membre du corps des Mossos d'Esquadra. Il est titulaire du grade de major, le plus élevé, depuis 2017.
Il est commissaire en chef des Mossos entre 2013 et 2017, puis de 2020 à 2021. Sous son premier mandat se produisent les attentats d'août 2017 à Barcelone et Cambrils ainsi que le référendum d'indépendance interdit par la justice. En 2024, il est nommé directeur général de la Police du gouvernement catalan.

## Biographie
Fils d'un chauffeur de taxi de Valladolid, Josep Lluís Trapero Álvarez naît à Badalone et grandit à Santa Coloma de Gramenet. Formé à l'École de Police de Catalogne, où il entre en 1989, il débute comme simple agent en 1990. Plus tard en 2006, il est diplômé d'une licence de droit à l'Université ouverte de Catalogne. Il obtient également un master en « Programme supérieur de direction et gestion de la sécurité publique ». Il est spécialisé dans le crime informatique, le blanchiment d'argent et le financement du terrorisme. Il poursuit sa formation en 2012 au FBI avec le cours Latin American Law Enforcement Executive Development Seminar (LALEEDS).
Josep Lluís Trapero a été agent de police à Gérone et à Vielha e Mijaran (en Val d'Aran) et caporal au centre pénitentiaire de La Roca del Vallès. Plus tard, d'abord à Blanes et Figueras, il s'occupe du Groupe d'investigation, qu'il développe ensuite à l'échelle de la Catalogne. En 2008, il devient le chef de la Division d'enquête criminelle, et un an plus tard sous-chef du Commissariat général d'enquête criminelle. Il en devient le chef en janvier 2012. En 2013, il est nommé commissaire en chef des Mossos d'Esquadra puis promu commissaire principal (major) le 18 avril 2017.

## Attentats de 2017 en Catalogne
Durant les attentats en Catalogne du mois d'août 2017, Josep Lluís Trapero acquiert une certaine popularité. Il dirige les enquêtes et les conférences de presse et est reconnu pour son professionnalisme.

## Processus indépendantiste en 2017
Convoqué le 12 septembre par le ministère public pour les réunions préparatoires des forces de sécurité, Josep Lluís Trapero reçoit notamment pour consigne de faire saisir les urnes pour empêcher le référendum.
Le 23 septembre, le gouvernement espagnol annonce qu'il place les Mossos d'Esquadra sous le contrôle unique du ministère de l'Intérieur, afin de coordonner plus efficacement l'action des différentes forces de sécurité en cours en Catalogne. C'est le lieutenant-colonel de la garde civile Diego Pérez de los Cobos qui prend le contrôle des Mossos d'Esquadra, en lieu et place du major Trapero, et ce au moins jusqu'à la date annoncée pour le référendum, soit le 1er octobre.
Le 4 octobre 2017, il est mis en examen par la juge de l'Audience nationale Carmen Lamela pour délit de sédition lors des événements du 20 septembre durant l'opération Anubis. Le ministère public l'accuse de rébellion au début de l'année 2020, accusation abandonnée le 8 juin suivant au profit du délit de sédition, à la peine plus légère. Il est acquitté le 21 octobre 2020.

## Suite de son parcours
À la suite de la déclaration unilatérale d'indépendance de la « République catalane » le 27 octobre 2017 et à l'application en retour par l'État espagnol de l'article 155, Josep Lluís Trapero est le premier fonctionnaire à être officiellement dégradé par les autorités espagnoles, dès le matin du 28 octobre et il redevient simplement commissaire. Il est remplacé par le no 2 des Mossos d'Esquadra, Ferran López, jusqu'ici commissaire supérieur chargé de la coordination territoriale.
Rétabli dans sa fonction en novembre 2020, il est de nouveau destitué en décembre 2021. Le 26 août 2024, il est nommé directeur général de la Police du département de l'Intérieur par le nouveau gouvernement de Salvador Illa, qui avait publiquement annoncé son choix de désigner Josep Lluís Trapero à ce poste pendant la campagne des élections régionales.